# Koffi Akpagana
Koffi Akpagana, né le 23 août 1957 à Avépozo au Togo, est un botaniste et homme politique togolais, ancien ministre de l'Enseignement supérieur et de la recherche.

## Biographie

### Enfance et études
Il naît le 23 août 1957 à Avépozo (préfecture du Golfe) au Togo et a fait ses études primaires , secondaires à Baguida. Il reçoit son diplôme de la faculté des sciences de l'université de Lomé et poursuivi ses études à l'université de Bordeaux III (aujourd'hui, université Bordeaux-Montaigne) où il obtient le doctorat en 1989.

### Début de carrière
Il occupe tour à tour les postes d'assistant délégué en 1981, assistant en 1989, maître-assistant en 1992, maître de conférences en 1994 et finalement professeur titulaire de botanique en 1998.
Au cours de sa carrière, il acquiert des connaissances sur la flore et la végétation tropicales, en gestion des ressources naturelles végétales et des aires préservées sur des énergies renouvelables issues de ressources végétales (biochar, etc.) ainsi qu'en mécanismes innovants pour une meilleure gestion des sols dégradés.
Il enseigne à divers niveaux académiques à l'université de Lomé et effectue des missions d’enseignement et de recherche dans plusieurs universités dont celles du Bénin, d'Abidjan (Université Félix-Houphouët-Boigny), de Ouagadougou, d’Ottawa et de Reims (France). Il met en place le diplôme d'études approfondies (DEA) de biologie végétale appliquée entre 1996 et 2014 et le master de biodiversité végétale et écosystèmes tropicaux depuis 2015,.
Il dirige également plusieurs mémoires de DEA et de master ainsi que plusieurs thèses de doctorat,et effectue plusieurs missions de terrain au Togo, et dans les pays de la sous-région ouest-africaine et l’Afrique centrale. Il participe à diverses réunions scientifiques en tant qu'organisateur ou co-organisateur .
Il conduit à terme des programmes de recherche tels que [réf. souhaitée] :
- La carte numérique des ressources naturelles et de l’occupation du sol du Togo[14] : Outils de gestion et de surveillance de l’environnement en collaboration avec Université Paul Sabatier Toulouse III (France) ;
- Savoirs locaux et gestion de la biodiversité : habitudes alimentaires et utilisation des plantes alimentaires mineures ou menacées de disparition au Togo.
- Avantages agricoles et environnementaux de l'utilisation du biochar dans les pays ACP (financement ACP-UE), en collaboration avec Université de Udine (Italie).
- Contribution à la gestion durable des écosystèmes de la plaine de l'Oti : biodiversité, dynamique spatiale, influence des facteurs climatiques et extractivisme ;
- Bénéfices énergétiques, sanitaires, agricoles et environnementaux de l'utilisation du biochar : renforcement des capacités dans les pays ACP.

## Fonctions administratives
Il occupe des fonctions administratives à l’université de Lomé, telles que chef du département de botanique, chef de division en charge des publications à la direction de la recherche, directeur du laboratoire de botanique et écologie végétale, directeur de la recherche de l'université de Lomé, 2e vice-président chargé de l'administration et de la vie, ministre de l'Enseignement supérieur et de la recherche,,

## Distinctions honorifiques
- 1997 : Diplôme de mérite de l’université du Bénin (Togo)[5].
- 2011 : Chevalier des Palmes académiques du CAMES[18].
- 2012 : Officier des Palmes académiques du Togo.
- 2017 : Officier des Palmes académiques françaises.